# Placidichthys
Placidichthys è un genere di pesci ossei estinti, appartenente agli ionoscopiformi. Visse nel Cretaceo inferiore (Aptiano - Albiano, circa 120 - 112 milioni di anni fa) e i suoi resti fossili sono stati ritrovati in Sudamerica.

## Descrizione
Di questo pesce sono noti solo esemplari giovani, lunghi non oltre i 10 centimetri di lunghezza. Placidichthys era dotato di un corpo molto allungato, e differiva dagli altri pesci simili per la peculiare pinna dorsale, molto lunga e divisa in due parti (da cui l'epiteto specifico della specie tipo Placidichthys bidorsalis). La parte più alta del corpo si trovava tra la testa e la parte anteriore della pinna dorsale, con l'altezza che poi decresceva fortemente verso la parte posteriore della pinna dorsale. Il corpo era ricoperto da piccole e sottili scaglie ganoidi distribuite dal cinto pettorale fino alla base del lobo assiale della pinna caudale. Le pinne pettorali erano molto sviluppate, e dotate di un margine convesso. La pinna caudale era profondamente biforcuta, con il lobo superiore più grande di quello inferiore. La specie P. tucanensis si differenziava dalla specie tipo per l'assenza della pinna anale, per il minor numero di scaglie lungo i fianchi della regione caudale e per il corpo più snello.

## Classificazione
Placidichthys è un rappresentante degli ionoscopiformi, un gruppo di pesci mesozoici imparentati alla lontana con gli amiiformi. In particolare, Placidichthys è stato ascritto agli Ophiopsidae, una famiglia di ionoscopiformi il cui genere più noto è Ophiopsis del Giurassico. Placidichthys bidorsalis venne descritto per la prima volta da Brito nel 2000, sulla base di resti fossili ritrovati nella formazione Romualdo nel Brasile nordorientale, risalente all'inizio dell'Albiano. La specie P. tucanensis, invece, venne descritta nel 2008 sulla base di resti fossili ritrovati in terreni più antichi (Aptiano) nella formazione Marizal nella zona di Tucano (Bahia) in Brasile.